# Поповская (Красноборский район)
Поповская — деревня в Красноборском районе Архангельской области. Входит в состав Куликовского сельского поселения.

## География
Находится в юго-восточной части Архангельской области на расстоянии приблизительно 2 км на восток по прямой от административного центра поселения поселка Куликово на левом берегу реки Уфтюга.

## История
В 1859 году здесь (деревня Сольвычегодского уезда Вологодской губернии) было учтено 9 дворов.

## Население
Численность населения: 74 человека (1859 год), 5 (русские 100 %) в 2002 году, 5 в 2010.